# すたーふらわー
すたーふらわーは、2012年（平成24年）に結成された音楽ユニット。

## メンバー
- 小林星蘭（こばやし せいらん）
- 谷花音（たに かのん）

## 概要
- ユニット名の由来は、小林星蘭の「星」（スター）、谷花音の「花」（フラワー）から。
- 結成時はともに小学2年生（同学年の2004年度生まれ）で、日本CDメジャーデビュー史上最年少のガールズユニットとなる[1]。

## ディスコグラフィ

### シングル
| #                                                     | 発売日         | 作品名       | 最高順位 | 最高順位 | 最高順位 | 認定 | 収録曲                                                                                              | ミュージック・ビデオ |
| #                                                     | 発売日         | 作品名       | オリコン | Hot 100  | RIAJ DL  | 認定 | 収録曲                                                                                              | ミュージック・ビデオ |
| ----------------------------------------------------- | -------------- | ------------ | -------- | -------- | -------- | ---- | --------------------------------------------------------------------------------------------------- | -------------------- |
| 1st                                                   | 2012年8月1日   | 年下の男の子 | 62       | -        | -        |      | 1.年下の男の子（カバー編曲：生田真心）、2.ファイトっ!!!（作詞・作曲：MEG.ME、編曲：ハマサキユウジ） |                      |
| 2nd                                                   | 2012年12月26日 | White Love   | 131      |          |          |      | 1.White Love（カバー編曲：生田真心）、2.ヘンテコリーナ（作詞・作曲：小川コータ、編曲：立山秋航）    |                      |
| "-"はチャート圏外、チャート対象外の何れかを意味する。 |                |              |          |          |          |      | |                      |

### 音楽配信
- ぴょんぴょんぷにょぷにょのうた（2013年8月14日）、配信限定。
  - 作詞：心真堂、作曲・編曲：MEG.ME[4]）
  - テレビ東京系アニメ
    - 「ふるさと再生 日本の昔ばなし」EDテーマ[4]。
    - 「ふるさとめぐり 日本の昔ばなし」EDテーマ[4]。

- ウクレレdeピクニック（2015年）、配信限定。

### 未発表曲
- ハルカス音頭
  - 作詞・作曲：小川コータ[5]、編曲：立山秋航[6]
  - 大阪市「あべのハルカス」イベント「ハルカスはじける夏祭り」催事ソング[7] [8]

- 5song
  - 作詞・作曲：小川コータ、編曲：久下真音
  - 埼玉県警察監修の自転車の安全利用を歌った歌。
  - 埼玉県警察動画ライブラリで視聴可能。